# Corbett Denneny

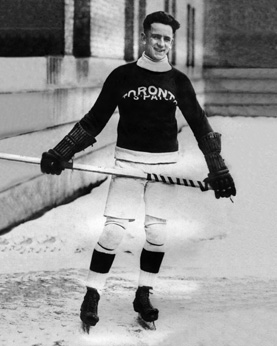
Denneny med Toronto St. Patricks.

Corbett Charles "Corb" Denneny, född 25 januari 1894 i Cornwall, Ontario, död 16 januari 1963 i Toronto, var en kanadensisk professionell ishockeyspelare. Denneny spelade för Toronto Shamrocks, Toronto Blueshirts och Ottawa Senators i NHA samt för Toronto Arenas, Toronto St. Patricks, Hamilton Tigers, Toronto Maple Leafs och Chicago Black Hawks i NHL.
Denneny vann Stanley Cup två gånger; säsongen 1917–18 med Toronto Arenas och säsongen 1921–22 med Toronto St. Patricks.
Corbett Dennenys äldre bror Cy Denneny var även han professionell ishockeyspelare och är invald i Hockey Hall of Fame.

## Statistik
CoMHL = Cobalt Mines Hockey League, LOVHL = Lower Ottawa Valley Hockey League, PrHL = Prairie Hockey League
| 1909–10            | Cornwall Sons of England | LOVHL              | —   | —   | —  | —   | —   | —  | — | — | — | — |
| 1910–11            | Cornwall Internationals  | LOVHL              | 8   | 5   | 0  | 5   | –   | —  | — | — | — | — |
| 1911–12            | Cornwall Internationals  | LOVHL              | 8   | 5   | 0  | 5   | 16  | —  | — | — | — | — |
| 1912–13            | Cobalt McKinley Mines    | CoMHL              | 9   | 7   | 0  | 7   | 9   | —  | — | — | — | — |
| 1913–14            | Cobalt McKinley Mines    | CoMHL              | 9   | 13  | 0  | 13  | 11  | —  | — | — | — | — |
| 1914–15            | Toronto Shamrocks        | NHA                | 19  | 13  | 3  | 16  | 18  | —  | — | — | — | — |
| 1915–16            | Toronto Blueshirts       | NHA                | 22  | 20  | 3  | 23  | 75  | —  | — | — | — | — |
| 1916–17            | Toronto Blueshirts       | NHA                | 14  | 14  | 2  | 16  | 23  | —  | — | — | — | — |
|                    | Ottawa Senators          | NHA                | 6   | 5   | 0  | 5   | 12  | 2  | 0 | 0 | 0 | 6 |
| 1917–18            | Toronto Arenas           | NHL                | 21  | 20  | 9  | 29  | 14  | 2  | 0 | 0 | 0 | 3 |
|                    |                          | Stanley Cup        | —   | —   | —  | —   | —   | 5  | 3 | 1 | 4 | 0 |
| 1918–19            | Toronto Arenas           | NHL                | 16  | 8   | 3  | 11  | 15  | —  | — | — | — | — |
| 1919–20            | Toronto St. Patricks     | NHL                | 24  | 24  | 12 | 36  | 20  | —  | — | — | — | — |
| 1920–21            | Toronto St. Patricks     | NHL                | 20  | 19  | 7  | 26  | 29  | 2  | 0 | 0 | 0 | 4 |
| 1921–22            | Toronto St. Patricks     | NHL                | 24  | 19  | 9  | 28  | 28  | 2  | 1 | 0 | 1 | 0 |
|                    |                          | Stanley Cup        | —   | —   | —  | —   | —   | 5  | 3 | 2 | 5 | 2 |
| 1922–23            | Toronto St. Patricks     | NHL                | 1   | 1   | 0  | 1   | 0   | —  | — | — | — | — |
| 1922–23            | Vancouver Maroons        | PCHA               | 21  | 7   | 3  | 10  | 3   | 2  | 0 | 0 | 0 | 2 |
|                    |                          | Stanley Cup        | —   | —   | —  | —   | —   | 3  | 0 | 0 | 0 | 0 |
| 1923–24            | Hamilton Tigers          | NHL                | 23  | 0   | 1  | 1   | 6   | —  | — | — | — | — |
| 1924–25            | Saskatoon Sheiks         | WCHL               | 28  | 15  | 3  | 18  | 20  | 2  | 2 | 0 | 2 | 2 |
| 1925–26            | Saskatoon Sheiks         | WHL                | 30  | 17  | 15 | 32  | 12  | 2  | 0 | 0 | 0 | 2 |
| 1926–27            | Toronto Maple Leafs      | NHL                | 29  | 7   | 1  | 8   | 24  | —  | — | — | — | — |
| 1926–27            | Saskatoon Sheiks         | PrHL               | 4   | 0   | 2  | 2   | 0   | 4  | 2 | 0 | 2 | 4 |
| 1927–28            | Chicago Black Hawks      | NHL                | 18  | 5   | 0  | 5   | 12  | —  | — | — | — | — |
| 1927–28            | Saskatoon Sheiks         | PrHL               | 16  | 15  | 6  | 21  | 10  | —  | — | — | — | — |
| 1928–29            | Minneapolis Millers      | AHA                | 7   | 0   | 1  | 1   | 0   | —  | — | — | — | — |
| 1928–29            | Newark Bulldogs          | CAHL               | 27  | 11  | 7  | 18  | 36  | —  | — | — | — | — |
| 1929–30            | Minneapolis Millers      | AHA                | 48  | 26  | 8  | 34  | 22  | —  | — | — | — | — |
| 1930–31            | Chicago Shamrocks        | AHA                | 28  | 2   | 6  | 8   | 14  | —  | — | — | — | — |
| NHA totalt         | NHA totalt               | NHA totalt         | 61  | 52  | 8  | 60  | 128 | 2  | 0 | 0 | 0 | 6 |
| NHL totalt         | NHL totalt               | NHL totalt         | 176 | 103 | 42 | 145 | 148 | 6  | 1 | 0 | 1 | 7 |
| Stanley Cup totalt | Stanley Cup totalt       | Stanley Cup totalt | —   | —   | —  | —   | —   | 13 | 6 | 3 | 9 | 2 |